# Aggregator
Ein Aggregator (zu lateinisch aggregare für „hinzunehmen“ oder „ansammeln“) ist eine Software oder ein Dienstleister, der (digitale) Medieninhalte (englisch content) sammelt, aufbereitet und ggf. abschließend kategorisiert. Beispiele für Inhalte sind digital(isiert)e Filme, Fotos, Musik, Nachrichten und Rezensionen.

## Aggregatormodelle
Die Aufbereitung und Zusammenstellung kann entweder maschinell mittels bestimmter Algorithmen oder aber manuell durch Editoren erfolgen. 
Während eine maschinelle Aggregation es ermöglicht, große Datenmengen automatisiert zu verarbeiten und zu organisieren, beruht die manuelle Aggregation auf der kuratierten Arbeit fachkundiger Personen. 
Neben der automatisierten und manuellen Aggregation fungieren einige Aggregatoren auch als Plattformen für Anbieter, auf denen diese ihre Inhalte zur Verfügung stellen können, oft im Austausch gegen eine Gebühr. Auf diese Weise nutzen Anbieter die bestehende Nutzerbasis der Aggregator-Plattform, um ihre Inhalte effektiv zu verbreiten. Ein Beispiel dafür ist Amazon Marketplace. Hier fungiert Amazon ebenfalls als Aggregator, indem es eine Plattform bereitstellt, auf der andere Händler ihre Produkte verkaufen und dadurch die Kundenbasis von Amazon nutzen können.

## Nutzen und wirtschaftlicher Kreislauf
Aggregatoren spielen eine bedeutende Rolle in der digitalen Wirtschaft, indem sie sowohl für Nutzer als auch für die Anbieter der Inhalte einen Mehrwert schaffen. 
Mit zunehmender Anzahl von Nutzern wird ein Aggregator attraktiver für Anbieter, während ein breiteres Angebot an Inhalten wiederum mehr Nutzer anzieht. So entsteht ein positiver Wachstumskreislauf, der den Erfolg des Aggregators kontinuierlich steigert.

## Techniken
Das Sammeln von Inhalten geschieht oftmals anhand von Web-Feeds im Format RSS, Atom oder Webcrawlern. Die gewonnenen Inhalte werden auf unterschiedlichste Weise zum Zweck der Aufbereitung untersucht und aufbereitet, z. B. durch den Vergleich von sich wiederholenden Wortfolgen aus diversen Medienquellen.
Als Beispiel für die Softwareseite sei die Outline Processor Markup Language genannt.

## Aggregatoren als Dienstleister
Als Dienstleister fungiert der Aggregator als Schnittstelle zwischen Rechteinhabern und Kunden, indem er Inhalte lizenziert und (kostenpflichtig) weitergibt oder bestehende Angebote von Plattformbetreibern paketiert. Diese Pakete stellt der Aggregator dann zur Verfügung, so z. B. Pay-TV-Pakete für Netzbetreiber und Telekommunikationsunternehmen oder (audio-)visuelle Aufnahmen an digitale Retailer. Ein typisches Beispiel ist die Handelsbeziehung zwischen dem Aggregator Zebralution und dem Einzelhändler Apple iTunes. Die aufbereiteten bzw. paketierten Inhalte werden meist kostenpflichtig über Handelsplattformen bzw. andere Inhalteplattformen angeboten. Gängige digitale Musikvertriebsplattformen, die als Musik-Aggregatoren auftreten, sind z. B. die Anbieter recordJet, Spinnup, oder der Anbieter The Orchard.

## Typen

### Nachrichten-Aggregatoren
Nachrichten-Aggregatoren sind Plattformen oder Softwaredienste, die News z. B. in Form von Nachrichten-Artikeln aus verschiedenen Quellen sammeln, organisieren und in einem leicht zugänglichen Format präsentieren. Ihr Hauptzweck ist es, Inhalte von traditionellen Medien, Blogs und anderen News-Websites zusammenführen und nach Themen oder Relevanz sortieren.
Im Dienstleistersektor bekannte Aggregatoren für Nachrichten sind unter anderem Google News und Yahoo Nachrichten. Auch X kann als Aggregator genutzt werden. Beispiele für Blog-Aggregatoren sind Rivva und Bloglines.

### Rezensions-Aggregatoren
Es gibt vor allem im Internet diverse Aggregatoren, die von verschiedenen Quellen veröffentlichte Rezensionen sammeln, auswerten und zusammenführen. Auf diese Weise entstehen unter anderem aussagekräftige Bestenlisten/Rankings.
Zu den bekanntesten Aggregatoren dieser Art zählt die englischsprachige Webseite Rotten Tomatoes, die Filmkritiken zusammenführt und aus den numerischen Bewertungen, die auf den Bewertungssystemen der jeweiligen Quelle basieren, Durchschnittswerte bildet. Diese wiederum werden nach einem eigenen System kategorisiert und verschiedenen Tomaten-Symbolen zugeordnet, die anzeigen, ob ein Film „fresh“ (rote Tomate) oder „rotten“ (grüne Tomate) ist.
Ein weiterer einflussreicher Aggregator ist Metacritic, der Bewertungen von Filmen, DVDs, Musik, Computerspielen, Büchern und Fernsehsendungen zusammenfasst.
Ein weiterer bekannter Aggregator im Rezensionsbereich ist außerdem Yelp. Yelp ist eine Plattform, auf der Nutzer Bewertungen und Rezensionen für lokale Geschäfte wie Restaurants, Friseure und Handwerker veröffentlichen können. Sie aggregiert diese Beiträge, um anderen Nutzern bei der Entscheidungsfindung zu helfen.
Andere Aggregatoren erstellen Rankings aus den Bewertungen verschiedener Restaurantführer. Beispiele hierfür sind im deutschsprachigen Raum das Hornstein-Ranking oder die Restaurant-Ranglisten. 

### Produkt- und Preisvergleichs-Aggregratoren
Produkt- und Preisvergleichs-Aggregatoren sind Plattformen, die Informationen über Produkte und deren Preise aus verschiedenen Online-Shops sammeln und Nutzern somit ermöglichen, Angebote zu vergleichen, um die besten Kaufentscheidungen zu treffen. Beispiele sind Google Shopping, Idealo und Geizhals.

### Social-Media-Aggregatoren
Social-Media-Aggregatoren sind Anwendungen, die Beiträge und Aktivitäten aus verschiedenen sozialen Netzwerken bündeln und in einem Dashboard gesammelt anzeigen, um Nutzern die Verwaltung und Analyse ihrer Social-Media-Inhalte zu erleichtern. Sie werden vor allem von Unternehmen oder Personen verwendet, die mehrere Social-Media-Kanäle verwalten möchten. Beispiele sind Hootsuite, Buffer und SocialBee.

### Reise-Aggregatoren
Reise-Aggregatoren sind Plattformen, die Angebote für Flüge und Hotels aus verschiedenen Quellen sammeln und vergleichen, um Nutzern die Planung und Buchung ihrer Reisen zu erleichtern. Beispiele sind Expedia und trivago.

### Job-Aggregatoren
Job-Aggregatoren sind Online-Plattformen, die Stellenangebote aus verschiedenen Quellen sammeln (z. B. von Unternehmenswebsites und anderen Jobbörsen) und Jobsuchenden so alle Stellenanzeigen auf einer gemeinsamen Plattform präsentieren. Ein Beispiel ist Indeed, welche als größte Job-Suchmaschine weltweit gilt.

### Musik- und Podcast-Aggregatoren
Musik- und Podcast-Aggregatoren bündeln Audioinhalte aus verschiedenen Quellen und ermöglichen Nutzern, Musik und Podcasts an einem zentralen Ort zu finden, zu organisieren und zu streamen. Beispiele sind Spotify und Apple Music.